# Evzebij Cezarejski
Evzebij Cezarejski, starokrščanski duhovnik, teolog, cerkveni zgodovinar, katoliški škof in svetovalec Konstantina I. Velikega; * okoli 263, Cezareja (Caesarea Maritima, sedaj Izrael), † 30. maj 339, Cezareja.

## Življenje
Evzebij Cezarejski se je rodil v Cezareji. Od leta 133 naprej se je imenovala Caesarea Palaestina. Med 25–13 pr. n. št. jo je zgradil skupaj s pristaniščem Herod Veliki. Danes ležijo njene razvaline na obali Sredozemskega morja na pol poti med mestoma Tel Aviv in Haifa v Izraelu.
V Cezareji je vstopil v znamenito teološko šolo, ki jo je osnoval Origen in katero je takrat vodil Pamfilij. Tam si je pridobil temeljito znanstveno izobrazbo ter postal iz nadarjenega učenca zvest sodelavec duhovnika Pamfilija in ga zato imenujejo tudi Evzebij Pamfilijev.
Evzebij je vztrajal za časa preganjanja Maksimina Daja poleg učitelja, ki je bil v ječi. Skupaj sta sestavila prvih pet knjig Origenov zagovor. Po njegovi mučeniški smrti je Evzebij pobegnil v Tir, pozneje v Egipt, kjer je sam padel v ujetništvo. Ko je preganjanje prenehalo, je postal škof v Cezareji leta 313.
Imel je velik vpliv na dvoru cesarja Konstantina I. Velikega; veliko si je prizadeval za spravo med arijanci in Cerkvijo, pa se je pokazal do heretikov preveč popustljivega. Na nicejskem koncilu (325) je sicer podpisal koncilske odloke pod cesarjevim pritiskom, vendar se jim je nato stalno postavljal po robu. Tako je na tirskem koncilu leta 335 tudi sam sodeloval pri odstavitvi pravovernega Atanazija z aleksandrijskega škofovskega sedeža.

## Dela
- Onomasticon – Evzebij je bil prvi, ki je narčtvno poskušal ugotoviti lego tistih krajev, za katerimi se je izgubila sled. Onomasticon vsebuje delni seznam, v katerem je vnesel mesta in pokrajine Svete dežele. Tukaj podaja podrobne podatke o zgodovinskih krajih; pomembno je, da podaja tudi oddaljenost v kilometrih iz srede večjih mest; tako je to delo še danes nepogrešljiv pripomoček pri preučevanju Svete dežele za časa rimske vladavine.
- Kronika (Chronicon; Παντοδαπὴ Ἱστορία: Pantodape historia – univerzalna zgodovina) – delo v dveh knjigah:
  1. Kronografija (Χρονογραφία: Chronographia)
  2. Časovni kanoni (Χρονικοὶ Κανόνες: Hronikoi kanónes)

Je nekakšna kronika od stvarjenja in Abrahama do vicenalije – 25-letnice Konstantinovega vladanja leta 325. Jezusovo rojstvo postavlja v leto 5200 po stvarjenju sveta. Prva knjiga povzema zgodnejše avtorje, druga knjiga pa vsebuje tehniško inovativni seznam datumov in dogodkov v razpredelniškem formatu. Izvirno grško besedilo je izgubljeno, čeprav obstaja znatna množica navedkov kasnejših kronografov. Obe knjigi sta večinoma ohranjeni v armenskem prevodu. Druga knjiga je ohranjena v celoti v Hieronimovem latinskem prevodu. Obstajajo tudi deli pri kasnejših sirskih avtorjih, kot so fragmenti Jakova Edeškega in njegovega kasnejšega privrženca Mihaela Sirijca. Kronika je bila napisana pred njegovo Cerkveno zgodovino.
- Dokaz o resničnosti evangelijev (Demonstratio Evangelica)
- Cerkveno bogoslovje (Ecclesiastica Theologia)
- Preroški izvlečki (Eclogae Propheticae)
- Cerkvena zgodovina (Historia Ecclesiastica ali Historia Ecclesiae) –  delo v desetih knjigah.
- Palestinski mučenci (De Martyribus Palaestinae)
- Evangeljska priprava (Praeparatio Evangelica; Προπαρασκευη Ευαγγελικη: Proparaskein Eiaggelike)

Napisal je apologetska dela zoper Porfirja (25 knjig), zoper Hieroclema in zoper Marcela.
Ne sme se pozabiti omeniti tudi biblične razlage. Pamfilij in Evzebij sta se ukvarjala s kritičnim pristopom k staroveznemu besedilu Septuaginte, zlasti pa k novozaveznemu. Zdi se, da je izdajo že pripravil Origen; Pamfilij in Evzebij sta jo samo priredila.

## Smrt in čaščenje
Evzebij je umrl 30. maja 339 v Cezareji.
Nekatere krščanske Cerkve Evzebija častijo kot svetnika, večina pa ne – zaradi njegovega nejasnega stališča do arijanstva.

### Ocena
- Evzebij je užival veliko naklonjenost rimskih cesarjev, zlasti Konstantina, čigar je bil zaupnik in svetovalec. Napisal je tudi njegov Življenjepis, ki ima neprecenljiv zgodovinski pomen za preučevanje tedanjih razmer.
- Zgodovinarji si niso edini v tem, koliko se je nagibal Evzebij k arijanstvu, ker so nekateri njegovi tozadevni spisi prišli do nas le v odlomkih in jih razlagajo na različne načine.
- Podobno velja tudi za njegov odnos do ikonoklazma, ker so nekatere njegove izjave uporabljali in zlorabljali stoletja pozneje cesarji, ki so sovražili svete podobe, a se na teologijo niso kaj prida razumeli.
- Odlikoval se je predvsem kot cerkveni zgodovinar in ga imenujejo oče krščanskega zgodovinopisja.[5]